# Finabank
Finabank è stata una banca privata con sede a Ginevra, Svizzera, attiva principalmente nel settore della gestione patrimoniale e dei servizi bancari per clienti privati e istituzionali. Fondata negli anni 1960, Finabank è stata acquisita dal controverso finanziere italiano Michele Sindona, che la utilizzò come uno degli strumenti chiave del suo impero finanziario internazionale.

## Storia
Fondata negli anni 1960, Finabank ha sviluppato una solida reputazione come banca privata ginevrina, specializzandosi in gestione patrimoniale personalizzata, consulenza finanziaria, servizi fiduciari e trading su mercati finanziari. La banca operava principalmente con clienti facoltosi europei e internazionali.
Negli anni 1960, la Finabank venne acquisita da Michele Sindona tramite la sua holding lussemburghese Fasco, ampliando così il suo controllo su diverse istituzioni finanziarie europee. Sindona, figura centrale del panorama finanziario italiano e internazionale, era noto per i suoi legami con la mafia e per il coinvolgimento in scandali bancari di vasta portata.
La Finabank servì come base per operazioni finanziarie complesse, inclusi trasferimenti di fondi e gestione di capitali legati a Sindona e ai suoi interessi, che spaziavano dalla finanza legale a quella occulta. La banca fu coinvolta indirettamente nei casi giudiziari riguardanti il fallimento del Banco Ambrosiano e le attività illecite ad esso collegate.
Nel corso degli anni, Finabank ha dovuto affrontare un mercato bancario privato sempre più competitivo e un quadro regolamentare in continuo inasprimento, in particolare riguardo alle normative su trasparenza fiscale e antiriciclaggio.
Negli anni 2000 e 2010, la banca ha dovuto adeguarsi a requisiti di compliance più stringenti imposti dalle autorità svizzere ed europee, rafforzando le procedure interne e la governance.

## Attività
Finabank offriva una gamma di servizi bancari privati, tra cui:
- Gestione patrimoniale personalizzata
- Consulenza su investimenti finanziari
- Servizi fiduciari e di pianificazione patrimoniale
- Operazioni di trading e gestione di fondi

La clientela di Finabank comprendeva investitori privati di alto profilo e società alla ricerca di servizi riservati con forte attenzione alla privacy e alla tutela patrimoniale.

## Crisi e liquidazione
Nonostante la sua lunga attività, Finabank ha dovuto affrontare difficoltà finanziarie crescenti legate anche al contesto di trasformazione e consolidamento del settore bancario privato svizzero. Nel 2016 la banca è stata posta in liquidazione concordataria e successivamente cancellata dal registro delle imprese di Ginevra.

## Eredità e controversie
La banca è spesso citata come esempio di banca privata ginevrina che ha operato in un contesto internazionale complesso e regolamentato, con una forte attenzione alla riservatezza e ai servizi personalizzati.